# エディ藩
エディ藩（エディ ばん、Eddie Ban、1947年6月22日 - 2025年5月10日）は、ギタリスト、ボーカリスト。本名は潘 廣源。神奈川県横浜市山下町出身。中国国籍。
※1946年生まれの可能性あり。ザ・ゴールデン・カップスのメンバーはデビュー時に所属事務所から1歳サバを読むように指示されていた。1951年生まれのギタリスト・李世福は、インタビューでエディ藩のことを5つ年上だと話している。
※日本に帰化したという情報もある一方で、「華僑」だとする情報もあり、現状の特定は困難。

## 経歴
1947年6月22日、横浜市山下町で誕生。実家は中華料理の老舗・名店であった「鴻昌」（現在は閉店）。
小学校はインターナショナル・スクールに通う。
中学校は関東学院中学校に入学し、この頃からギターに興味を持つ。香港で高価なギター機材を買い揃えたこともあり音楽仲間が増えて、後にゴダイゴのマネージャーとなるジョニー野村（1～2歳年上）らと知り合う。
高校は関東学院高等学校に通い、ジョニー野村らとザ・ファナティックスを結成して注目を集める。このバンドには一時期デイヴ平尾（2～3歳年上）も在籍していた。
※なお、高校に関してはセント・ジョセフ・カレッジに転校したという情報もあるが、のちに関東学院大学へ進学していることから、転校せずにそのままだった可能性もある。もしかすると、エディ藩が通っていた小学校がセント・ジョセフ・カレッジ（インターナショナル・スクール）だったのと、ジョニー野村とザ・ファナティックスの初期メンバーであった聘珍樓の林康弘の二人がともに高校まで通っていたのがセント・ジョセフ・カレッジだったので、それらが混同したのかもしれない。また、同じ横浜出身の中華系ギタリスト・陳信輝や李世福との関係が「先輩」や「後輩」で語られることに起因して、中華学校や武相高校に在学していたと書かれたこともあった。実際、李世福はインタビューでエディ藩が中華学校の先輩だと答えている。
1966年4月、関東学院大学に入学する。すでにザ・ファナティックスは解散しており、学校は学生運動が盛んで休講が多かったことから、渡米して音楽的知識を吸収すると共に音楽的技術を磨く。渡米中に偶然出会ったデイヴ平尾（本名：平尾時宗）と、帰国後に平尾時宗とグループ・アンド・アイ（後のザ・ゴールデン・カップス）を結成。1967年6月、「いとしのジザベル」でデビュー。リードギター担当としてバンドの中心的存在となる。
1969年4月25日、エディ藩グループ結成のためザ・ゴールデン・カップスを脱退。
1970年1月1日付でザ・ゴールデン・カップスとエディ藩グループとが合併。ザ・ゴールデン・カップスに復帰する形となる。
1972年1月2日付でザ・ゴールデン・カップスが正式に解散。その後は様々な音楽関係者と関わる中で自身の作品も残す。
1982年、第9回 横浜音楽祭 地域特別賞を「ヨコハマ・ホンキートンク・ブルース」で受賞。
1980年代中盤～1990年代中盤は、「鴻昌」の経営に注力して音楽活動を控えていたが、1990年代後半から音楽活動を再開。
2003年、ザ・ゴールデン・カップス再結成。音楽番組への出演やライブハウスでの演奏を続け、晩年までに至る。
2025年5月10日、感染性心内膜炎のため横浜市内の病院で死去した。77歳没。これによってザ・ゴールデン・カップスの結成メンバー全員がこの世を去ることとなった。

## ディスコグラフィー
- エディ藩とオリエント・エクスプレス/その１　日本コロムビア　1974年6～7月発売
- エディ藩とオリエント・エクスプレス/1974ワンステップ・フェスティバル　スーパーフジ　2019年4月発売
- エディ藩とスーパー・セッション・バンド/ベイサイド・スウィンガー　日本コロムビア　1976年10月発売
- ブルー・ジェイド　東芝EMI　1982年2月発売
- ネオン・シティ　東芝EMI　1982年10月発売

## 映画音楽
- 『東京エマニエル夫人』（1975年、日活）

## 出演映画
- ザ・ゴールデン・カップス ワンモアタイム（2004年11月20日）
- 『歌謡曲だよ人生は』（2007年5月12日）
- 『オース!バタヤン』（2013年5月18日）に、夫人の潘しのぶと共にカメオ出演している。

## 外部サイト
- 日本ロック名鑑「エディ藩」http://www.studio-g3.com/whoswho/02-eddieban.htm
- 日本ロック名鑑「エディ藩グループ」http://www.studio-g3.com/whoswho/02-eddiebangroup.htm
- 日本ロック名鑑「エディ藩とオリエント・エクスプレス」http://www.studio-g3.com/whoswho/02-eddiebang6-orient.htm
- 日本ロック名鑑「エディ藩とスーパー・セッション・バンド」http://www.studio-g3.com/whoswho/02-eddiebang7-session.htm
- ザ・ゴールデン・カップスのプロフィール（2004）https://barks.jp/news/571689/
- ダイアモンド☆ユカイ　昭和ロックを語る時が来た！「エディ藩編」（2021）
  - ①https://www.tokyo-sports.co.jp/articles/-/219159②https://www.tokyo-sports.co.jp/articles/-/220807③https://www.tokyo-sports.co.jp/articles/-/11367④https://www.tokyo-sports.co.jp/articles/-/11359⑤https://www.tokyo-sports.co.jp/articles/-/19413⑥https://www.tokyo-sports.co.jp/articles/-/27753⑦https://www.tokyo-sports.co.jp/articles/-/35490⑧https://www.tokyo-sports.co.jp/articles/-/44790⑨https://www.tokyo-sports.co.jp/articles/-/60048⑩https://www.tokyo-sports.co.jp/articles/-/63727⑪https://www.tokyo-sports.co.jp/articles/-/67385⑫https://www.tokyo-sports.co.jp/articles/-/69395
- 大人のミュージックカレンダー「エディ藩」（佐々木雄三著 2018）http://music-calendar.jp/2018062201